# 442 Pułk Piechoty (USA)
442 Pułk Piechoty – jednostka wojskowa armii amerykańskiej utworzona podczas II wojny światowej; sformowana została jako 442nd Regimental Combat Team (442. pułkowy zespół bojowy) złożony z obywateli amerykańskich pochodzenia azjatyckiego (głównie japońskiego zwanych Nisei). Powstały dwa lata wcześniej, również głównie z japońskich Amerykanów, 100. Samodzielny Batalion Piechoty włączony został w skład 442 pułku jako jego 1. batalion 10 sierpnia 1944. Oprócz tego, w skład jednostki wchodziły jeszcze dwa bataliony piechoty, 522 batalion artylerii polowej, 232 kompania inżynieryjna i kilka innych mniejszych pododdziałów.
Po przeszkoleniu w Stanach Zjednoczonych wysłany do Europy lądował w Anzio we Włoszech, później skierowany do wschodniej Francji, gdzie brał udział w oswobodzeniu miasta Bruyères oraz w uratowaniu resztek otoczonego przez nieprzyjaciela „straconego batalionu” w okolicy Biffontaine. Żołnierze 442 pułku otrzymali najwięcej odznaczeń bojowych w historii armii amerykańskiej (w tym 21 Medali Honoru, 52 Krzyży za Wybitną Służbę oraz trzy i pół tysiąca medali Purple Heart) i zyskali przezwisko „The Purple Heart Battalion”.
Następnie skierowany 28 listopada na granicę francusko-włoską, gdzie przebywał do 25 marca 1945, kiedy włączono go w skład 92 Dywizji Piechoty 5 Armii USA; do walk skierowany ponownie w rejonie Monte Belvedere (7 kwietnia) i Carrara (10 kwietnia). Należący do jednostki 522 batalion artylerii polowej pozostał w północnej Francji, skąd wkroczył wraz z innymi wojskami amerykańskimi do Niemiec.
Jednym z żołnierzy Pułku był Spark Matsunaga – późniejszy polityk.

## Galeria

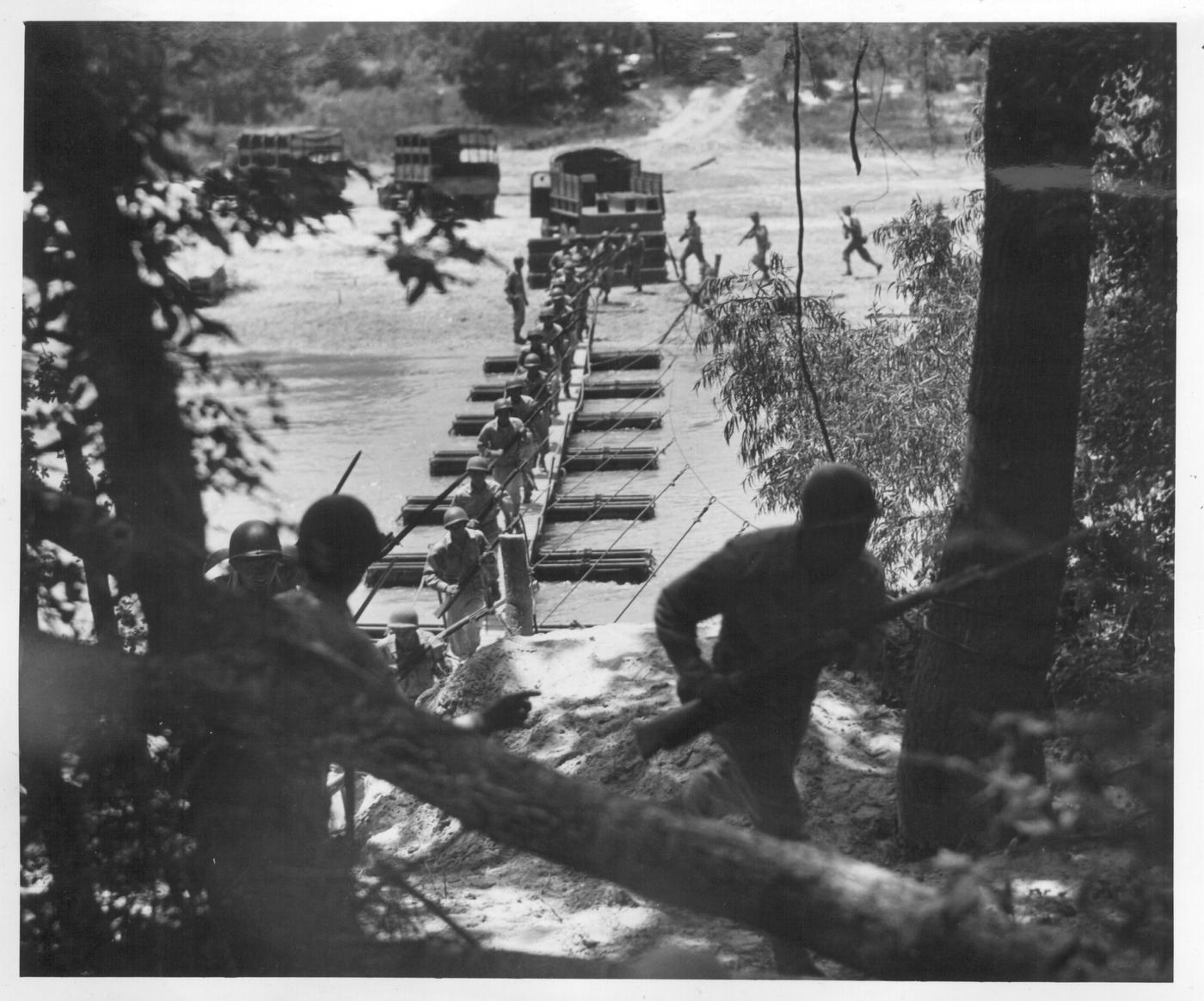
442 Pułk Piechoty podczas szkolenia w Camp Shelby
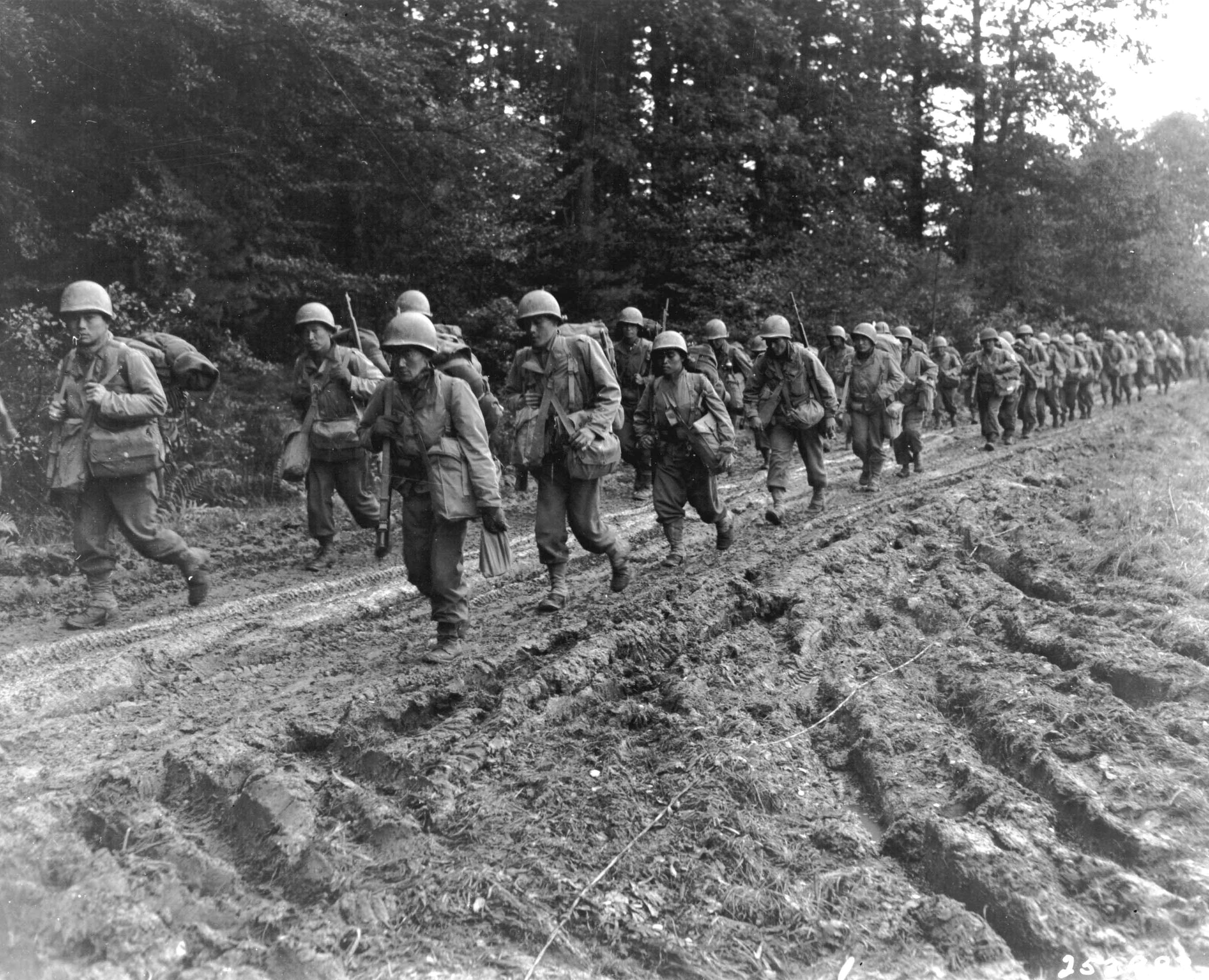
442 Pułk Piechoty na drodze w rejonie Chambois we Francji po koniec 1944
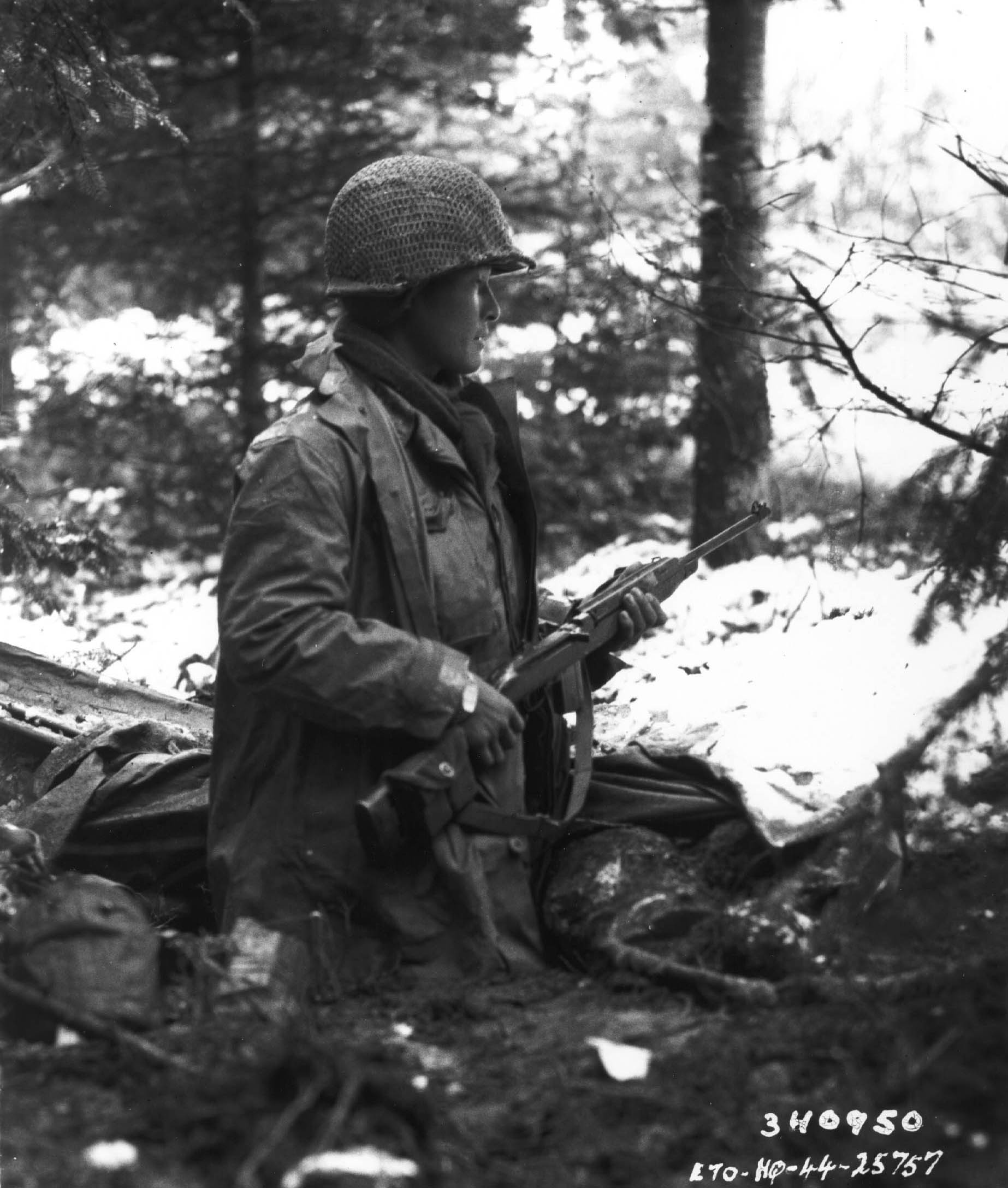
Dowódca drużyny z kompanii F z 442 Pułku Piechoty we Francji, listopad 1944